# 2018年理海大學宿舍投毒事件
2018年理海大學宿舍投毒案是指，一名理海大學化學系榮譽化學學生的中國留學生楊裕凱（音譯；），將劇毒金屬鉈，加入其黑人室友祖萬·洛尤（Juwan Royal）的事件。
2018年12月20日，美國賓夕法尼亞州北安普頓縣檢控部門公布，一名曾就讀理海大學的中國留學生，涉嫌將劇毒金屬鉈，加到其黑人室友祖萬·洛尤的飲品及食物；又在室友的桌上寫上「nigga」和「離開這裏」等侮辱性字眼。當局稱，尚不清楚楊雨凱的投毒原因。
檢方依涉嫌意圖殺人、攻擊等罪名，傳召嫌疑犯。2018年12月20日，其在律師陪同下，被送到北安普頓郡監獄候審，保釋金額是20萬美元。2021年3月，其被判处七至二十年监禁，服刑期满后将被驱逐回中国。

## 經過與調查
2018年4月，警方以涉嫌作出種族歧視的恐嚇言論拘捕楊裕凱，因為其曾在洛尤的桌上，寫有「nigga」和「離開這裏」字眼，又將其電視機和牀當作垃圾棄置。當局續指，嫌疑人的具體犯案動機未明。警方懷疑楊裕凱涉案，檢查其電腦和手機後，又在屋內發現另一種有毒金屬鎘。
地區檢察長莫加內利（John Morganelli）表示：「涉案人的室友，今年2月喝水時感到舌頭有燒灼感，3月時身體不適要送院，當時曾經嘔吐超過45分鐘。」
涉事的22歲被告人向警方自首，被起訴嚴重傷人、危害他人安全及企圖謀殺等罪，校方已革除其學籍。2018年12月20日，其在律師陪同下，楊裕凱被控意圖殺人、攻擊等罪名，在北安普頓（Northampton）監獄關押，保釋金額是20萬美元。

## 後果
據當地警方、醫院檢查對朱萬進行的血液檢測之後，發現其體內的鉈含量為每升3.6微克，高於人類的安全限值；並認為其下肢疼痛、嚴重燒灼感和麻痺等病徵，與鉈中毒的情况相似。被害人現已畢業，但鉈中毒症狀仍存在些許。莫加內利表示，目前朱萬的身體仍然會出現中毒症狀。

## 各方意見

### 嫌疑人
地區檢察長說：「在5月25日接受調查人員採訪時，楊氏承認他使用互聯網購買含有鉈的化學物質，並將它們與食物和飲料中混合，存放於他與洛尤的共享冰箱中。但楊聲稱，如果他在未來的考試中做得不好，則他打算利用毒藥來傷害自己。」

### 被害人
助理地區檢察官亞伯拉罕·卡西斯告訴記者：「洛尤先生和其他人一樣有點傻眼，他相信他們與室友有著相當親切的關係。」

## 其他條目
- 鉈中毒
- 朱令鉈中毒事件